# Большая Ирыкша
Большая Ирыкша или Большой Ирыкш — река в России, протекает по Килемарскому району Республике Марий Эл. Устье реки находится в 28 км от устья Большого Кундыша по левому берегу. Длина реки составляет 16 км, площадь водосборного бассейна — 75,5 км².
Исток реки в заболоченном лесу в 13 км к северо-западу от посёлка Красный Мост. Река течёт на юг по ненаселённому лесному массиву. Притоки — Малая Ирыкша, Памашат (левые). Впадает в озеро Мадарское, через которое протекает Большой Кундыш. На берегу озера — посёлок Озёрный.

## Данные водного реестра
По данным государственного водного реестра России относится к Верхневолжскому бассейновому округу, водохозяйственный участок реки — Волга от Чебоксарского гидроузла до города Казань, без рек Свияга и Цивиль, речной подбассейн реки — Волга от впадения Оки до Куйбышевского водохранилища (без бассейна Суры). Речной бассейн реки — (Верхняя) Волга до Куйбышевского водохранилища (без бассейна Оки).
Код объекта в государственном водном реестре — 08010400712112100000923.